# Little Pend Oreille National Wildlife Refuge
Little Pend Oreille National Wildlife Refuge je rezervace východně od města Colville v americkém státě Washington, na západním svahu Selkirkových hor. Leží především v okrese Stevens, ale její malá část dosahuje okresu Pend Oreille na východě. Jedná se nejen o největší rezervaci svého druhu ve státě, ale také jedinou hornatou rezervaci s různými druhy jehličnanů mimo Aljašku.
Mezi zdejší chráněné druhy patří pěvci, orel bělohlavý, wapiti, medvěd baribal, los evropský a jelenec běloocasý. Lidé zdejší půdu využívají k lovu, rybaření, pěší turistice a jízdě na koni.